# 富津市民花火大会
富津市民花火大会（ふっつしみんはなびたいかい）は、千葉県富津市で毎年7月下旬に行われている花火大会。水中花火を打ち上げるのが特徴で、砂浜の上で観覧できるのも特徴の1つ。2014年に休止となった東京湾口道路建設促進富津花火大会に代わり開催されている。

## 概要
富津市では、1963年（昭和38年）から2014年までの52年間に渡って、東京湾口道路建設促進富津花火大会を実施していた。同大会は、市と横須賀市を結ぶ東京湾口道路建設の促進を目的にはじまったもので、市や商工会・観光協会などで構成された実施委員会が主催し、例年、千葉県内外から約65,000人を動員する市内最大級のイベントだった。しかし、2014年8月に市は深刻な財政難に陥っていることを公表、2015年度以降の歳出を減らすため、同大会の休止が決定した。
2015年6月、花火大会を継続させるため、市の観光協会や木更津法人会富津地区の有志らによる富津市民花火大会の開催が発表された。予算は実行委員会が集める個人・法人による協賛金や店頭募金を募り、市は県への申請手続などの後援に回ることとなった。準備期間は3カ月弱ではあったが、目標としていた協賛金とボランティア スタッフを確保し、2015年7月25日に第1回大会が開催された。
2016年以降も本大会は毎年実施されているが、2018年は台風第12号の影響により、第1回大会以降はじめての中止となった。
2024年第9回大会より、市民や地域の夢と希望を表現する大会として前身の富津花火大会と同じく「東京湾口道路建設促進」の名を冠する。

## 沿革
- 2015年 - 第1回大会が7月25日に開催[8]。打ち上げ数約2,800発。
- 2016年 - 第2回大会が7月23日に開催[9]。打ち上げ数約6,000発。
- 2017年 - 第3回大会が7月22日に開催[10]。打ち上げ数約6,000発。
- 2018年 - 第4回大会は7月28日に予定されていたが、台風の接近の影響で海況の回復が見込めず開催日・順延日ともに開催中止した[11]。
  - なお、主催者は悪天候などで花火大会を中止した際の経費補償に備えてイベント中止保険に加入していたが、保険契約時に損害保険会社に対して、寄付金による花火大会開催である事を説明したにもかかわらず、「寄付金によるイベントは保険の適用外に当たる」として、損保会社が保険金を支払わなかったため、トラブルとなった[6]。後に損保会社が「保険商品の説明が不十分だった」と保険契約手続き時におけるミスを認め、主催者に賠償金約730万円を支払う事で合意した[12]。
- 2019年 - 第5回大会は台風6号の接近に伴い、順延日の翌7月28日に開催した。打ち上げ総数は約10,000発[13]。
- 2020年 - 2020年大会は東京オリンピック・パラリンピックの日程と重なるため、中止[14]。
- 2021年 - 第6回大会は新型コロナウイルス感染症対策として市内の小中学生に限り開催予定だったが、感染拡大で中止[15]。
- 2022年 - 第7回大会も市内の小中学生に限り、7/18にマザー牧場で開催。打ち上げ数約2,300発[16]。
- 2023年 - 第8回大会は7月22日に開催。打ち上げ数約2,300発。一般開催は4年ぶりとなる[17]。
- 2024年 - 第9回大会は7月27日に開催。打ち上げ数約2,500発。

## 開催
2023年第8回富津市民花火大会の開催時。
- 主催 : 富津市民花火大会実行委員会
- 共催 : 富津市、富津市観光協会、富津市商工会、木更津法人会富津地区
- 後援 : 富津市議会

## アクセス

### 鉄道・バス
- JR内房線 青堀駅からシャトルバスあり。

### 車
- 館山道 木更津南ICから国道16号経由富津岬方面へ25分
- 例年、駐車場は富津公園駐車場、富津潮干狩り場駐車場が指定される。